# Hygrometer

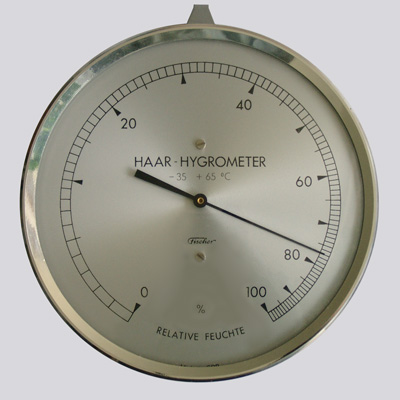
En hårhygrometer.

En hygrometer (från grekiskans hygros (våt) och metron (mått)) är ett instrument som mäter luftfuktigheten.
Hygrometern är ett av standardinstrumenten i en väderstation, där luftfuktighet tillsammans med temperatur och lufttryck samlas in och används inom meteorologin för att göra väderprognoser.
En hygrometer används även för att mäta luftfuktigheten i inomhusmiljöer för att kunna reglera den, exempelvis för att minimera risken för mögelangrepp, fuktskador, statisk elektricitet, luftrörsproblem, torr hud eller att livsmedel torkar ut. Hygrometern används även industriellt för att reglera luftfuktigheten i en del tekniska processer.

## Olika konstruktioner av hygrometrar
Den viktiga delen i en luftfuktighetsmätare är givaren som på något vis reagerar på luftfuktigheten, givarens signaler omvandlas av instrumentet till relativ eller absolut fuktighet. Om man har ett elektroniskt instrument kan givaren vara en bit ifrån resten av instrumentet, givaren kan till exempel vara utomhus men resten av instrumentet inomhus.

### Daggpunktsmätare
Principen för daggpunktsmätare är att på något vis uppnå luftens daggpunkt och då notera vid vilken temperatur detta sker. Givaren i den elektroniska daggpunktsmätaren består av en liten spegel med kylning och termometer, en ljuskälla (lysdiod) och en fotodetektor. Spegeln kyls tills fukten kondenseras på den. Ljuset från ljuskällan reflekteras i spegeln och intensiteten mäts med fotodetektorn. När kondensation sker på spegeln minskar den uppmätta ljusintensiteten och kylningen avbryts. Temperaturen stiger och kylningen kopplas åter in. Spegeln kommer på detta sätt att hållas vid en temperatur som nätt och jämnt bildar imma. Temperaturen på spegeln mäts och presenteras som daggpunktstemperatur.

### Fuktkänsliga komponenter
Den vanligast förekommande typen av elektroniska hygrometrar baseras på egenskapen hos vissa speciella material att ändra sin elektriska ledningsförmåga i takt med den omgivande luftens fuktighet. En mätkropp (en givarkropp) av materialet ansluts till en elektrisk mätkrets som känner av resistansen, eller kapacitansen, hos givarkroppen. En annan givare i samma hölje mäter samtidigt lufttemperaturen. Dessa två signaler samkörs i en beräkningskrets och man har fått ett instrument som alltefter önskan kan redovisa den aktuella fuktigheten i absolut fukt, relativ fukt eller daggpunkt.

### Psykrometer
En psykrometer bygger på principen att energi åtgår vid avdunstning av vattenånga. Den består av två termometrar, en vanlig som mäter lufttemperaturen och en s.k. våt termometer med en fuktad tygbit som används för att mäta våttemperaturen och bestämma daggpunkten. Den våta termometern kommer att kylas då vattnet i den fuktade tygbiten avdunstar. Temperaturen når snart kylgränstemperaturen och förblir där så länge avdunstningen pågår. Temperaturskillnaden mellan termometrarna kan sedan användas för att bestämma luftfuktigheten.

### Hårhygrometer
Hårhygrometern har en givare konstruerad enligt principen att ett hårstrå blir längre när luftfuktigheten ökar. Förlängningen eller sammandragningen överförs till en visare, och utslaget är proportionellt med relativfuktigheten. Den principen gör det möjligt att göra en helt mekanisk hygrometer. Givare av denna typ används i små mekaniska "hemmaväderstationer". Hårstrået som används i hårhygrometrar bör ha ett cirkulärt tvärsnitt.

## Kalibrering
Provföremålet insättes i ett slutet utrymme, där det också finns en mättad saltlösning i destillerat vatten som avdunstar från ett öppet kärl. Nackdelar med metoden är att det dels tar lång tid, innan luftfuktigheten i det slutna utrymmet blivit stabil och det dessutom är något beroende av temperaturen.
Några för kalibrering användbara salter listas i följande tabell.
| Salt            | Relativ fuktighet (RH) (%) |
| --------------- | -------------------------- |
| Litiumklorid    | 11                         |
| Magnesiumklorid | 33                         |
| Kaliumkarbonat  | 43                         |
| Natriumklorid   | 75                         |
| Kaliumsulfat    | 97                         |